# 曲线街道
曲线街道是中国黑龙江省哈尔滨市南岗区下辖的一个街道，位于西大直街、教化街和滨绥铁路围成的扇形区域。该街道和相邻的松花江街道为中国铁路哈尔滨局集团哈尔滨站区的铁路居住区。